# Nikita Chroesjtsjov
Nikita Sergejevitsj Chroesjtsjov (Russisch: Ники́та Серге́евич Хрущёв [xruˈɕ:of] - uitspraakⓘ)(Kalinovka, 15 april 1894 – Moskou, 11 september 1971) was een Sovjet-politicus en Secretaris-generaal van de Communistische Partij van de Sovjet-Unie van 7 september 1953 tot 14 oktober 1964. 

## Vroege periode
Nikita Chroesjtsjov, etnische Rus, werd geboren in Kalinovka in de Russische oblast Koersk en leerde voor pijpenlegger. Hij werkte ook als zodanig in verschillende mijnen. Tijdens de Russische Revolutie vocht hij in het Rode Leger. Hij steeg in de partijhiërarchie tot aan het Politbureau. Eerst was hij nog 2e partijsecretaris in Abchazië, de opname in het Politbureau kwam tot stand op voorspraak van Stalins vrouw. Hij behoorde tot de intieme kring van partijleiders en commissarissen die rechtstreeks toegang hadden tot Stalin.
Tijdens de periode van de Grote Zuiveringen gaf Chroesjtsjov opdracht tot de executie van 55.741 regionale functionarissen, waarbij hij het door Stalin opgegeven quotum van 50.000 ruim overschreed. Tegen de lente van 1938 had hij toezicht gehouden op de arrestatie van 35 van de 38 provinciale en stedelijke partijsecretarissen. Hij bracht als leider van Moskou zijn dodenlijsten zelf rechtstreeks naar Stalin. Hij heeft later de Sovjetarchieven laten doorzoeken in een poging alle sporen uit te wissen.
Tijdens de Tweede Wereldoorlog bereikte hij de rang van luitenant-generaal. Hij was politiek commissaris tijdens de Slag om Stalingrad en tijdens de Slag om Koersk.

## Partijleider
Na de dood van Stalin in maart 1953 ontstond een interne richtingenstrijd. Chroesjtsjov won deze en hij werd in september 1953 aangeduid als partijleider. In december 1953 werd zijn belangrijkste concurrent voor de opvolging van Stalin, Beria, het hoofd van de NKVD, gearresteerd op verdenking een Britse agent te zijn. Na een korte rechtszaak, waarbij geen verweer mogelijk was, werd Beria eind december geëxecuteerd.
Chroesjtsjov schokte de gedelegeerden van het 20e partijcongres op 25 februari 1956 door in zijn toespraak getiteld Over persoonsverheerlijking en de gevolgen ervan kritiek te leveren op de cultus rond Stalin, hem  te beschuldigen van massamoord tijdens de Grote Zuiveringen en een groteske persoonsverheerlijking. Hierdoor maakte hij zich onbemind bij de conservatieve stroming in de Partij. De toespraak was geheim, maar raakte desondanks toch in ruime kring bekend. In Poznań in Polen leidde dit tot protesten, die uiteindelijk ontaardden in de Hongaarse Opstand. Op 4 november 1956 viel het leger op bevel van Chroesjtsjov Hongarije binnen en sloeg de opstand, met veel slachtoffers, neer. Dit leidde tot veel ontevredenheid in het Warschaupact.
In juni 1957 overtuigden Vjatsjeslav Molotov, Georgi Malenkov, Nikolaj Boelganin en Lazar Kaganovitsj de meerderheid van het Presidium om hem te ontslaan als partijleider. Chroesjtsjov verdedigde zich door te stellen dat hij door het Centraal Comité was benoemd en dat dit orgaan ook over zijn aftreden moest beslissen. Hier zaten veel mensen die hun positie aan Chroesjtsjov hadden te danken en zij stemden in meerderheid voor zijn aanblijven. Hij werd premier op 27 maart 1958, na een serie langdurige en complexe manoeuvres.
Hij was een overtuigd communist. Hij wilde terug naar de ideeën van Lenin, waar Stalin zo duidelijk van was afgeweken. De partij moest het voorbeeld zijn en de gids naar een communistische samenleving. Het volk moest een belangrijkere rol spelen en de rol van de staat terugdringen. Volgens hem zou de Sovjet-Unie de communistische fase bereiken omstreeks 1980.

### Binnenlands beleid
Tijdens het bewind van Stalin hadden de werknemers weinig rechten. Op kleine overtredingen, zoals te laat of dronken op het werk komen, stonden zeer zware straffen. Onder Chroesjtsjov viel dit grotendeels weg. Er kwam een soort sociaal contract, waarbij de werknemer een laag salaris accepteerde in ruil voor goedkoop eten, huisvesting en transport, werkzekerheid en veel ruimte voor een slechte arbeidsmentaliteit. Met dit beleid nam de arbeidsproductiviteit af en dit was structureel; zijn opvolgers kregen hier problemen mee.
Onder Stalin lag de nadruk sterk op de zware industrie en na de oorlog op de heropbouw van het land. Dit leidde tot een groot gebrek aan consumptiegoederen voor de bevolking en aan een groot gebrek aan woonruimte. Chroesjtsjov gaf meer ruimte om consumptiegoederen te produceren en zorgde ervoor dat de woningbouw sterk toenam om zo de ergste woningnood te lenigen. Verder namen de opleidingsmogelijkheden toe en kwamen er meer scholen en leraren. Hetzelfde effect was ook zichtbaar in de gezondheidszorg, waarbij het aantal ziekenhuisbedden toenam van 1,5 miljoen in 1958 naar 2,2 miljoen in 1965.
Hij besteedde veel aandacht aan de landbouwsector. Hij zag dat er onder Stalin verkeerde keuzes waren gemaakt, waardoor de productie ver achter bleef ten opzichte van de verwachtingen en de prestaties in het buitenland. Hij kwam met een plan om deze te herstellen door een programma van prijsverhogingen, waardoor de boeren minder onderbetaald zouden worden en extra investeringen. Hij initieerde de Maagdelijke-grondencampagne (1954-1963), waarbij onbewerkte grond in aride gebieden met tarwe ingezaaid werd. De oogstopbrengsten waren aanvankelijk goed, maar ook zeer wisselend en in de laatste jaren van zijn bewind zeer teleurstellend. Hij was sterk overtuigd van schaalvoordelen. Tijdens zijn leiderschap nam het aantal staatsboerderijen sterk toe en halveerde het aantal kolchozen door deze samen te voegen tot grotere eenheden. In 1958 werd besloten de machine- en tractorstations (MTS) op te heffen. De machines en het personeel werden verdeeld over de grotere kolchozen. Dit werd geen succes, de positie van de MTS-medewerkers ging erop achteruit en velen vertrokken, waardoor het onderhoud en het gebruik van de landbouwmachines afnam. Hierdoor werd de productie nadelig beïnvloed.
Na de Grote Vaderlandse Oorlog was de tolerantie van de staat t.o.v. de godsdienst toegenomen. Er werden weer kerkgebouwen van de Russisch-Orthodoxe Kerk geopend. Onder Chroesjtsjov sloeg dit weer helemaal om, hij liet bijna driekwart van alle kloosters en parochies sluiten. Chroesjtsjov was een overtuigd communist en hij verwachtte dat binnen 20 jaar de socialistische Sovjet-Unie een communistische samenleving zou zijn. Volgens hem was hierbinnen ideologisch geen plaats voor religie.
Hij initieerde een ruimtevaartprogramma waardoor op 1 oktober 1957 de kunstmatige satelliet Spoetnik I werd gelanceerd. In 1961 werd Joeri Gagarin als eerste mens in een baan rond de aarde gebracht. De Verenigde Staten bleef hierop achter, maar besloot de achterstand in te halen met een ruimtewedloop als resultaat.

### Relatie met het buitenland
De relatie met Mao Zedong van de Volksrepubliek China was bekoeld na zijn toespraak op het 20ste partijcongres. In november 1957 had Mao Moskou bezocht en hij hield een pleidooi voor een kernoorlog. Hierbij zouden miljoenen mensen omkomen, maar de vijanden zou een zwaardere slag worden toegebracht. Chroesjtsjov vond dit een uitermate onverantwoordelijk idee, desondanks hielp het China met de ontwikkeling van een eigen atoombom. Chroesjtsjov bezocht driemaal China, maar dit leidde niet tot een verbetering van de relatie. In de zomer van 1959 trok de Sovjet-Unie de belofte in om China te helpen met de atoombom en Mao keurde het bezoek van Chroesjtsjov aan de Verenigde Staten in september 1959 sterk af. In de zomer van 1960 trok de Sovjet-Unie al zijn mensen terug uit China en daarmee werd de breuk tussen de twee landen compleet.
In 1961 besloten Walter Ulbricht en Chroesjtsjov de Berlijnse Muur te bouwen. In de nacht van 12 op 13 augustus werd begonnen met de bouw en binnen enkele weken tijd werd een zwaarbewaakte betonnen hindernis met prikkeldraad opgeworpen rondom West-Berlijn.

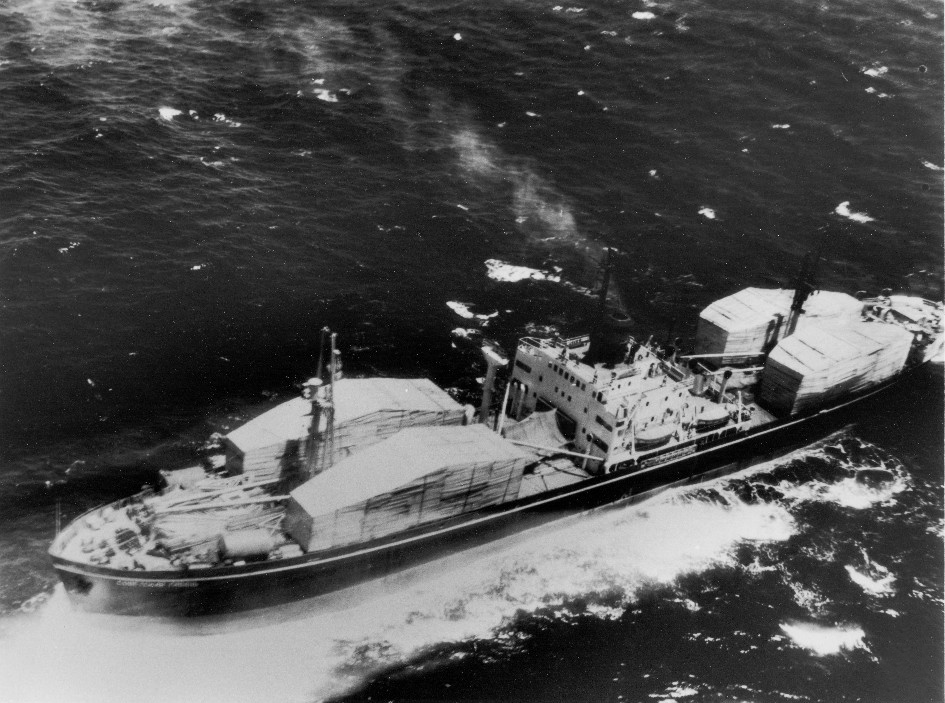
Schip met Sovjet-raketten onderweg naar Cuba (september 1962)

Het in 1959 socialistisch geworden Cuba onder Fidel Castro had zich na de mislukte invasie in de Varkensbaai tot de Sovjet-Unie gewend om militaire bijstand. Omstreeks dezelfde periode had de Verenigde Staten raketten geplaatst in Italië en Turkije, gericht op de Sovjet-Unie. Door de toch al gespannen situatie van de Koude Oorlog besloot Chroesjtsjov in Cuba kernraketten op te stellen. In oktober 1962 werden de raketten gefotografeerd door Amerikaanse Lockheed U-2-verkenningsvliegtuigen. Op 22 oktober 1962 hield president John F. Kennedy een rede waarin hij de ontmanteling eiste van alle raketbases op het eiland en hiermee werd de Cubacrisis wereldnieuws. Twee dagen later werd Cuba “in quarantaine” geplaatst, met als doel de levering van militair materieel te voorkomen. Op 27 oktober kwam het, zoals tientallen jaren later duidelijk werd, bijna tot een kernoorlog. De volgende dag maakte Moskou bekend de bases te ontmantelen en de Sovjetschepen maakten rechtsomkeert. Deze concessie volgde op een intensieve briefwisseling tussen beide leiders. De Amerikanen beloofden Cuba met rust te laten en ook de raketten in Italië en Turkije verdwenen. Chroesjtsjov stemde ermee in, deze laatste maatregel niet openbaar te maken waardoor het leek of de Sovjet-Unie een ernstige nederlaag had geleden.
Chroesjtsjov was eigenzinnig en impulsief; hoewel hij minder een terreurbewind voerde dan Stalin, regeerde hij eveneens met ijzeren vuist. Chroesjtsjov werd door zijn politieke tegenstanders beschouwd als een platvloerse, onbeschaafde boer, met de reputatie van het onderbreken van sprekers met beledigende opmerkingen. In een vergadering van de Verenigde Naties op 12 oktober 1960 werd hem door de Filipijnse afgevaardigde Lorenzo Sumulong gevraagd hoe hij kon protesteren tegen het westerse kapitalistische imperialisme, terwijl de Sovjet-Unie op dat moment in snel tempo bezig was Oost-Europa te assimileren. Hij barstte in woede uit en riep tegen Sumulong dat hij "een eikel, een verrader en een lakei van het imperialisme" was en eiste vervolgens dat de voorzitter Sumulong het woord ontnam. Deze hield het bij een waarschuwing waarop Sumulong zijn rede voortzette tot ongenoegen van Chroesjtjov, die eerst met zijn vuisten en vervolgens met zijn schoen op tafel sloeg. Hierna protesteerde ook de Roemeense afgevaardigde waarop de afgevaardigden van zowel het West- als het Oostblok elkaar verwensingen begonnen toe te schreeuwen. De journalist Hans van Maanen geeft in zijn Encyclopedie van misvattingen een andere interpretatie van het schoenincident. Volgens een lid van de Nederlandse delegatie, Jan Meyer, werd Chroesjtsjov tijdens de behandeling van de toetreding van Communistisch China en Nationalistisch China tot de Verenigde Naties opzettelijk door de voorzitter genegeerd. De Verenigde Staten probeerde de inhoudelijke behandeling van de toetreding te blokkeren door voortdurend procedurekwesties aan de orde te stellen. Uiteindelijk wist Chroesjtsjov, onder andere met zijn schoen, zoveel kabaal te maken dat de voorzitter hem niet meer kon negeren. De delegatie van de Sovjet-Unie had volgens Meyer buitengewoon veel plezier om deze actie.
Ook bij andere gelegenheden zou Chroesjtsjov buitenlandse politici beledigd hebben. Zo zou hij Charles de Gaulle hebben beledigd door zich laatdunkend over het Paleis van Versailles uit te laten toen deze hem daarin rondleidde. Ook Soekarno kreeg een veeg uit de pan bij een staatsbezoek aan Indonesië. Chroesjtsjov zou tegen Soekarno hebben gezegd: "Waar zijn uw wegen? Waar zijn uw fabrieken? U laat mij een kolonie zien!"

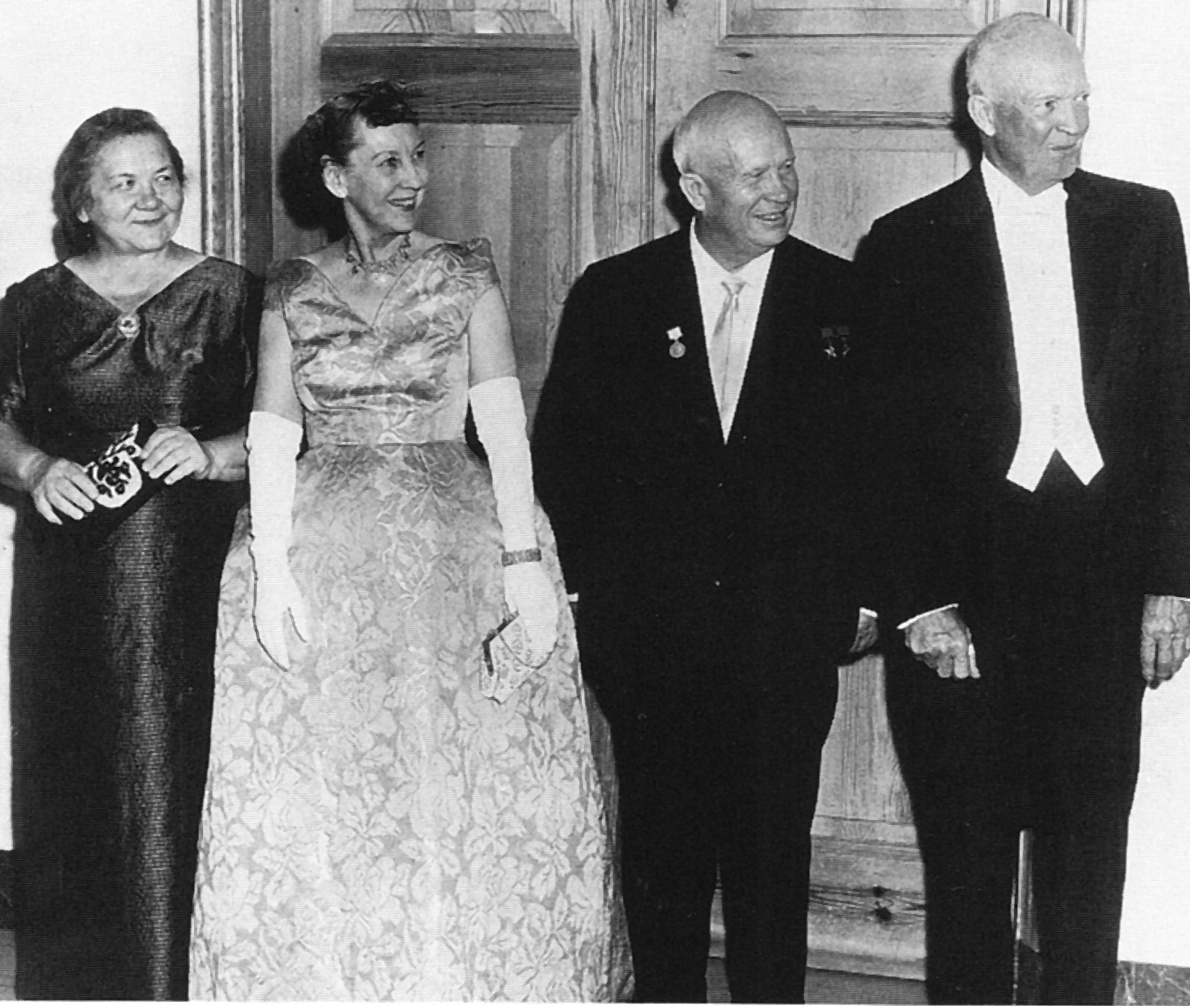
v.l.n.r. Nina C., Mamie Eisenhower, Nikita C. en Dwight D. Eisenhower in 1959

Tijdens een topontmoeting van De Grote Vier in Parijs op 16 mei 1960 eiste Chroesjtsjov een verontschuldiging van president Dwight D. Eisenhower van de Verenigde Staten voor de vluchten van de U-2 spionagevliegtuigen over de Sovjet-Unie. Eisenhower ontkende dat zulke vluchten plaatsvonden, waarop Chroesjtsjov een gevangen piloot uit de hoed toverde die bij zo'n vlucht was neergeschoten. Eisenhower had er tevergeefs op gerekend dat de piloot van het neergeschoten toestel, Gary Powers, liever zelfmoord zou plegen dan zich gevangen te laten nemen en leed groot gezichtsverlies.

### Andere belangrijke daden als Sovjetleider
- Initieerde destalinisatiepolitiek vanaf het 20e partijcongres en zorgde daarmee voor de zogenoemde dooi van Chroesjtsjov (kortweg 'de dooi'), waarbij de repressie en censuur werden verminderd, miljoenen gevangenen werden vrijgelaten uit de Goelagwerkkampen.
- Hij was een van de initiatiefnemers van de rehabilitatie voor slachtoffers van de repressie onder Stalin.
- Gaf schrijvers meer vrijheid zodat bijvoorbeeld de spraakmakende romans Niet bij brood alleen van Vladimir Doedintsev en Een dag uit het leven van Ivan Denisovitsj van Aleksandr Solzjenitsyn gepubliceerd konden worden.
- Hechtte de Krim aan bij Oekraïne in 1954.
- Brak een topontmoeting af omwille van het Gary Powers-incident met het U-2 vliegtuig.
- Ontmoette in 1959 Richard Nixon in Iowa.[14]
- Reorganiseerde het Sovjetleger dat moest bezuinigen en dat daarna meer op de kernwapens moest vertrouwen.
- Reorganiseerde de planeconomie, waarbij het beleid minder op zware industrie (ten behoeve van wapenproductie) en meer op lichte (consumptiegerichte) industrie gericht werd.
- Ondertekende in 1955 met Josip Broz Tito de verklaring van Belgrado waardoor de Informbiro eindigde.
- In 1958 werd het Chroesjtsjov-ultimatum opgesteld. De bedoeling van dit ultimatum was om van Berlijn een "vrije stad" te maken. De Westerse geallieerden zouden de stad moeten verlaten. Het Westen kreeg zes maanden om hiermee akkoord te gaan anders zou de Sovjet-Unie haar bevoegdheden in Berlijn overdragen aan de DDR (Oost-Duitsland). Het ultimatum werd uiteindelijk genegeerd door de geallieerden. Er gebeurde niets.
- Onder Chroesjtsjov werd het sterkste kernwapen ooit, de Tsar Bomba van 50 megaton, op 30 oktober 1961 tot ontploffing gebracht.

## Einde
Chroesjtsjov werd op 14 oktober 1964 afgezet door zijn collega's in het Politbureau, vooral ten gevolge van de Cubaanse raketcrisis en zijn persoonlijk optreden, dat door de Partij als gezichtsverlies voor de Sovjet-Unie werd ervaren. Hij werd beschuldigd van willekeurig, 'voluntaristisch' beleid, ondoordachte reorganisaties (van de planeconomie), het veroorzaken van persoonsverheerlijking en nepotisme. Hij werd opgevolgd door Leonid Brezjnev.
Na zeven jaar huisarrest stierf hij in zijn huis in Moskou op 11 september 1971. Hij was 77 jaar oud. Chroesjtsjov werd in Moskou begraven op de Novodevitsji-begraafplaats, die bij het Novodevitsji-klooster hoort.

## Privé

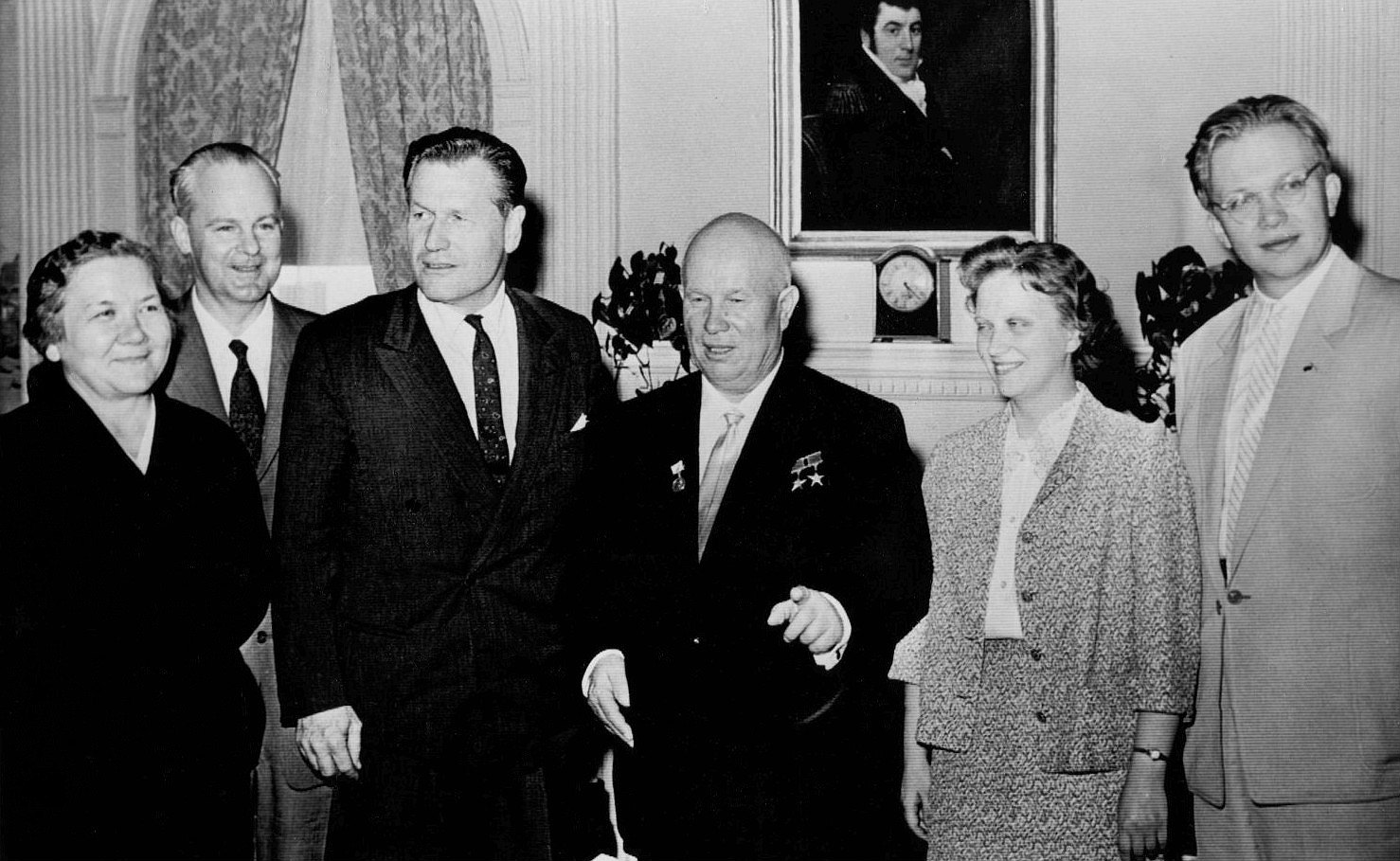
De familie in 1959, v.l.n.r. Nina C, Mikhail Manishikov (ambassadeur van de Sovjet-Unie in de VS), Nelson Rockefeller, Nikita C., Rada C en Sergei C.

Chroesjtsjov was al vroeg weduwnaar met twee jonge kinderen toen hij in 1924 zijn tweede vrouw Nina Petrovna ontmoette, die van Oekraïense afkomst was. Chroestjtsjov en Petrovna leefden samen als koppel, maar lieten hun relatie lange tijd niet registreren. Samen kregen zij drie kinderen. Petrovna bleef lesgeven in politieke economie op een school voor volwassenen. 
Na zijn val als premier, trad het stel alsnog in het huwelijk en kreeg Petrovna de naam Chroesjtsjeva. Zij leidden een rustig leven in een datsja buiten Moskou. Na zijn dood in 1971 werd zijn vrouw af en toe gezien in Moskou, waar ze een flat had. Ze overleed op 8 augustus 1984, al bleef haar dood gedurende 10 dagen onopgemerkt buiten de Sovjet-Unie. Ze ligt begraven naast haar man. 
In 1984 was hun zoon Sergei een luchtvaartingenieur terwijl dochter Rada adjunct-hoofdredacteur van een tijdschrift was. Sergei werd in 1999 Amerikaans staatsburger en overleed in 2020. Rada huwde Aleksej Adzjoebei, die door zijn schoonvader werd ingezet als reizende ambassadeur.